# Movimento di Resistenza Nazionale
Il Movimento di Resistenza Nazionale (in inglese National Resistance Movement - NRM; in swahili: Harakati za Upinzani za Kitaifa) è un partito politico ugandese fondato nel 1986 da Yoweri Museveni.
Si affermò dalla trasformazione del Movimento Patriottico dell'Uganda (Uganda Patriotic Movement), nato nel 1980; questo, attraverso l'Esercito di Resistenza Nazionale (National Resistance Army), aveva condotto una guerra di guerriglia contro il Presidente Milton Obote, esautorato nel 1985.
In origine di orientamento socialista e marxista, ha successivamente assunto i caratteri di un partito pigliatutto.
Fino alla messa al bando nel monopartitismo, avvenuta nel 2006, è stato il partito unico del Paese; ciò non ha impedito a Museveni, Presidente dell'Uganda dal 1986, di essere riconfermato anche nelle successive tornate elettorali.

## Risultati
| Elezione          | Seggi     |
| ----------------- | --------- |
| Parlamentari 2006 | 205 / 318 |
| Parlamentari 2011 | 263 / 374 |
| Parlamentari 2016 | 293 / 426 |
| Parlamentari 2021 |           |

| Elezione           | Candidato       | Voti      | %     | Esito     |
| ------------------ | --------------- | --------- | ----- | --------- |
| Presidenziali 1996 | Yoweri Museveni | 4.428.119 | 74,2  | ✔️ Eletto |
| Presidenziali 2001 | Yoweri Museveni | 5.123.360 | 69,33 | ✔️ Eletto |
| Presidenziali 2006 | Yoweri Museveni | 4.109.449 | 59,26 | ✔️ Eletto |
| Presidenziali 2011 | Yoweri Museveni | 5.428.368 | 68,38 | ✔️ Eletto |
| Presidenziali 2016 | Yoweri Museveni | 5.971.872 | 60,62 | ✔️ Eletto |
| Presidenziali 2021 | Yoweri Museveni | 5.851.037 | 58,64 | ✔️ Eletto |